# Movimento internazionale per una Bauhaus immaginista
Già nel dicembre 1953 Asger Jorn esprime la sua intenzione di creare un movimento nel nome degli artisti sperimentali in una lettera inviata a Enrico Baj.
Jorn voleva formare un'organizzazione di liberi artisti sperimentali, nello spirito del primo Bauhaus di Weimar, che si opponesse al nuovo Bauhaus di Ulma, fondato dall'architetto Max Bill, teorico del funzionalismo architettonico e favorevole all'industrial design.
Il pittore e teorico scriveva a proposito di Max Bill che «[...] incaricato di ristrutturare il Bauhaus dove hanno insegnato Klee e Kandinsky. Costui vuole rifare un'accademia senza pittura, senza ricerche nel campo dell'immagine, della fantasia, dei segni, dei simboli, ma puramente con istruzione tecnica. A nome di tutti gli artisti sperimentali gli oppongo un'organizzazione internazionale di ricerche nel campo dell'immagine e della fantasia: “Le Bauhaus Imaginaire”.»
Nel corso del 1954 il Movimento internazionale per una Bauhaus immaginista (MIBI), che non è più solo sulla carta, raccoglie varie adesioni, dal Movimento nucleare di Enrico Baj e Sergio Dangelo ad ex-membri del gruppo CO.BR.A., come Pierre Alechinsky, Götz o Österlin. Ad Albisola, in agosto, in occasione degli Incontri internazionali della ceramica, si tiene la prima manifestazione ufficiale del MIBI. A Milano, in dicembre, è allestita la prima mostra, ma il cuore dell'iniziativa è l'attacco a Max Bill , con gli interventi di Lucio Fontana e Jorn al I Congresso internazionale dell'industrial design, che si svolge presso la stessa sede, nell'ambito della X Triennale.
L'estate successiva, sempre ad Albisola, si tiene la seconda edizione degli Incontri internazionali della ceramica. Piero Simondo e Pinot Gallizio incontrano Jorn e aderiscono al MIBI.
Il Laboratorio sperimentale del movimento nasce nel settembre 1955 ad Alba, in Piemonte. L'atto fondativo è firmato da Asger Jorn, Giuseppe "Pinot" Gallizio, e Piero Simondo.
Dal 2 all'8 settembre 1956, ad Alba, si svolge il "Primo congresso degli artisti liberi", che sancisce la rottura con il Movimento nucleare e la nuova collaborazione con l'Internazionale lettrista di Guy Debord, rappresentata dal delegato Gil Wolman.
Lo scioglimento e la fusione, avvenuta il 28 luglio 1957, del MIBI con l'Internazionale lettrista daranno vita all'Internazionale situazionista.